# روبرت أتكينسون جيبسون
روبرت أتكينسون جيبسون (بالإنجليزية: Robert Atkinson Gibson)‏ هو قسيس أمريكي، ولد في 9 يوليو 1846 في بطرسبرغ في الولايات المتحدة، وتوفي في 17 فبراير 1919 في ريتشموند في الولايات المتحدة.